# Kermiscross
Le Kermiscross (ou Grote Prijs Daniel Callewaert) est une compétition de cyclo-cross disputée à Ardoye, en région flamande.

## Palmarès Hommes
| Année | Vainqueur              | Deuxième            | Troisième              |
| ----- | ---------------------- | ------------------- | ---------------------- |
| 1995  | Pedro Roselle          |                     |                        |
| 1996  | Paul Herijgers         | Rudy Van De Sompel  | Marc Janssens          |
| 1997  | Paul Herijgers         | Pascal Van Riet     | Gianni David           |
| 1998  | Paul Herijgers         | Gianni David        | Peter Willemsens       |
| 1999  | Bjoern Rondelez        | Rudy Van De Sompel  | Peter Willemsens       |
| 2000  | Peter Van Santvliet    | Bart Wellens        | Marc Janssens          |
| 2001  | Bart Wellens           | Erwin Vervecken     | Sven Vanthourenhout    |
| 2002  | Erwin Vervecken        | Peter Van Santvliet | Sven Vanthourenhout    |
| 2003  | Wim Jacobs             | Davy Commeyne       | Peter Van Santvliet    |
| 2004  | Sven Vanthourenhout    | Ben Berden          | Jonathan Page          |
| 2005  | Bart Wellens           | Sven Vanthourenhout | Jan Verstraeten        |
| 2006  | Zdeněk Štybar          | Erwin Vervecken     | Klaas Vantornout       |
| 2007  | Niels Albert           | Sven Vanthourenhout | Bart Wellens           |
| 2008  | Niels Albert           | Jonathan Page       | Dieter Vanthourenhout  |
| 2009  | Niels Albert           | Zdeněk Štybar       | Sven Vanthourenhout    |
| 2010  | Zdeněk Štybar          | Sven Nys            | Klaas Vantornout       |
| 2011  | Zdeněk Štybar          | Sven Nys            | Dieter Vanthourenhout  |
| 2012  | Klaas Vantornout       | Sven Nys            | Niels Albert           |
| 2013  | Klaas Vantornout       | Niels Albert        | Philipp Walsleben      |
| 2014  | Michael Vanthourenhout | Tom Meeusen         | Philipp Walsleben      |
| 2015  | Tom Meeusen            | Sven Nys            | Julien Taramarcaz      |
| 2016  | Wout van Aert          | Toon Aerts          | Klaas Vantornout       |
| 2017  | Wout van Aert          | Toon Aerts          | Michael Vanthourenhout |
| 2018  | Wout van Aert          | Gianni Vermeersch   | Toon Aerts             |
| 2019  | Gianni Vermeersch      | Thomas Pidcock      | Tim Merlier            |
| 2020  | annulé                 | annulé              | annulé                 |
| 2021  | Laurens Sweeck         | David van der Poel  | Mees Hendrikx          |
| 2022  | Quinten Hermans        | Felipe Orts         | Laurens Sweeck         |
| 2023  | Gerben Kuypers         | Eli Iserbyt         | Joran Wyseure          |
| 2024  | Michael Vanthourenhout | Eli Iserbyt         | Witse Meeussen         |

## Palmarès Femmes
| Année | Vainqueur         | Deuxième                 | Troisième                |
| ----- | ----------------- | ------------------------ | ------------------------ |
| 2015  | Thalita de Jong   | Ellen Van Loy            | Jolien Verschueren       |
| 2016  | Sanne Cant        | Thalita de Jong          | Elle Anderson            |
| 2017  | Katherine Compton | Ellen Van Loy            | Loes Sels                |
| 2018  | Loes Sels         | Ellen Van Loy            | Katherine Compton        |
| 2019  | Kim Van De Steene | Katherine Compton        | Joyce Vanderbeken        |
| 2020  | annulé            | annulé                   | annulé                   |
| 2021  | Alicia Franck     | Suzanne Verhoeven        | Amira Mellor             |
| 2022  | Blanka Vas        | Shirin van Anrooij       | Aniek van Alphen         |
| 2023  | Annemarie Worst   | Aniek van Alphen         | Marion Norbert-Riberolle |
| 2024  | Ceylin Alvarado   | Marion Norbert-Riberolle | Alicia Franck            |